# Кондушский Погост
Кондушский Погост — деревня в Вытегорском районе Вологодской области.

## Общие сведения
Входит в состав Казаковского сельского поселения, с точки зрения административно-территориального деления — в Казаковский сельсовет.
Расположена на трассе Р37. Расстояние по автодороге до районного центра Вытегры — 27 км, до центра муниципального образования деревни Палтога — 10 км. Ближайшие населённые пункты — Мостовая, Новинка, Трутнево.

## История
Селение являлось административным центром Кондушской волости Вытегорского уезда Олонецкой губернии (1905).

## Население
27 июня 2001 года в состав деревни Кондушский Погост вошли соседние деревни Омельяново, Попово, Путилино, Рогозы, Скамино.
По переписи 2002 года население — 118 человек (47 мужчин, 71 женщина). Преобладающая национальность — русские (98 %).
| 2010 |
| ---- |
| 110  |

## Достопримечательности
На территории населённого пункта находятся Знаменская и Богоявленская церкви, а также воинское захоронение участников Великой Отечественной войны.